# Michelle Couttolenc

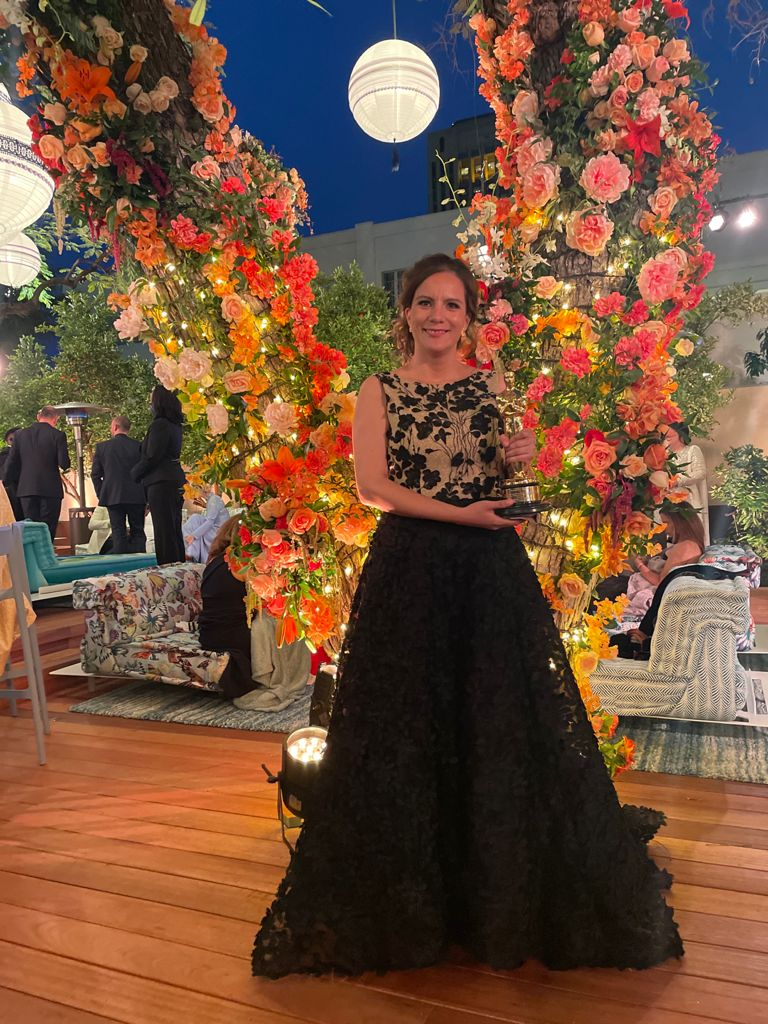
Michelle Couttolenc 2021

Michelle Couttolenc ist eine mexikanisch-US-amerikanische Tontechnikerin.

## Leben
Michelle Coutollenc lernte Jaime Baksht kurz nach Beginn ihrer Karriere als Tontechnikerin bei Estudios Churubusco in Mexiko-Stadt kennen. Die beiden arbeiteten eng zusammen, unter anderem an Pans Labyrinth (2006), für das beide mit dem BAFTA-Award ausgezeichnet wurden.
Michelle Couttolenc war zusammen mit Jaime Baksht und Carlos Cortés Tontechnikerin des Oscar-prämierten Filmdramas Sound of Metal. Die drei gewannen bei der Oscarverleihung 2021 den Oscar für den besten Ton. Sie war nicht nur eine der beiden einzigen Frauen, die 2021 in der Kategorie nominiert waren, sie war auch die erste Mexikanerin, die in dieser Kategorie jemals für einen Oscar nominiert war. Für den Film erhielt sie außerdem einen BAFTA-Award, einen Satellite Award sowie einen Award der Association of Motion Picture Sound (AMPS).

## Filmografie (Auswahl)
- 2006: Pans Labyrinth (El laberinto del fauno)
- 2006: Apocalypto
- 2007: Stellet Licht
- 2007: Desperados: Ein todsicherer Deal (Sultanes del Sur)
- 2008: Kick It – Zwei wie Feuer und Wasser (Rudo y Cursi)
- 2012: Get the Gringo
- 2012: Gottes General – Schlacht um die Freiheit (For Greater Glory: The True Story of Cristiada)
- 2012: Gimme the Power (Dokumentarfilm)
- 2015: Caracas, eine Liebe (Desde allá)
- 2018: Unsere Zeit (Nuestro tiempo)
- 2018: Roma
- 2019: Alle Sommersprossen der Welt (Todas las pecas del mundo)
- 2019: Sound of Metal
- 2020: New Order – Die neue Weltordnung (Nuevo orden)